# Bo Persson (ljudtekniker)
Bo Persson, född 26 juni 1949, är en svensk ljudtekniker uppvuxen i byn Kråkberg i Dalarna. År 2012 nominerades han till en Oscar för sitt arbete med den amerikansk-svenska thrillern The Girl with the Dragon Tattoo.

## Biografi
Under tonåren arbetade Persson, tillsammans med sin äldre bror Tommy på en biograf i Mora. Brodern fick arbete som B-ljudsassistent på Europafilm, och strax därefter fick även Bo anställning. Bo har arbetat med ljudläggning i många år, och belönades 2004, tillsammans med kollegan Stefan Ljungberg, med en Guldbagge för sina insatser i filmen Kommer du med mig då.
Persson och hans team belönades med en BAFTA för deras arbete med ljudet i de brittiska Wallander-filmerna, både 2009 och 2010. År 2012 nominerades Persson, tillsammans med kollegorna David Parker, Michael Semanick och Ren Klyce, till en Oscar i kategorin Bästa ljudmix för filmen The Girl with the Dragon Tattoo. Kategorin vanns slutligen av filmen Hugo Carbret.

## Filmer (i urval)[10]
- 1978 – Rätt ut i luften
- 1978 – Jag älskar barn - utom pojkar
- 1982 – Fanny och Alexander
- 1991 – Joker
- 1992 – Jönssonligan & den svarta diamanten
- 1993 – Drömkåken
- 1995 – Jönssonligans största kupp
- 1997 – Ogifta par
- 1999 – Tomten är far till alla barnen
- 2000 – Vingar av glas (ljuddesign)
- 2000 – Livet är en schlager
- 2002 – Grabben i graven bredvid (ljudläggning)
- 2004 – Så som i himmelen
- 2004 – Hip Hip Hora! (ljuddesign)
- 2003 – Kommer du med mig då
- 2002 – Hundtricket
- 2006 – Göta kanal 2 – kanalkampen
- 2007 – Arn: tempelriddaren
- 2009 – Göta kanal 3 – Kanalkungens hemlighet (ljuddesign)
- 2009 – I taket lyser stjärnorna (ljudläggning)
- 2010 – Änglagård - tredje gången gillt
- 2011 – The Girl with the Dragon Tattoo
- 2015 – En underbar jävla jul
- 2015 – Cirkeln